# تسنغ ون تينغ
تسنغ ون تينغ (بالصينية: 曾文鼎) مواليد 6 يوليو 1984 في تايوان، هو لاعب كرة سلة تايواني. بدأ مسيرته الاحترافية في سنة 2001. يلعب مع شانغهاي شاركس في الرابطة الصينية لكرة السلة كلاعب وسط. يحمل الرقم 4. يبلغ طوله 6 قدم 8.25 بوصة (2.0 م).